# Сидори (Овруцький район)
Сидо́ри — колишнє село в Овруцькому районі Житомирської області. Код КОАТУУ — 1824283709.
Внаслідок Чорнобильської катастрофи 1986 року село входить до зони безумовного (обов'язкового) відселення.
Житомирська обласна рада рішенням від 23 квітня 2008 року виключила з облікових даних село Сидори Колесниківської сільради.